# Consiliul Național Român pentru Refugiați
Consiliul Național Român pentru Refugiați este o organizație neguvernamentală înființată în anul 1998, și are statut de utilitate publică din anul 2003. 

## Despre
Misiunea CNRR este de a promova și apăra prin toate mijloacele legale drepturile omului in general și drepturile migranților, refugiaților si ale solicitanților de azil în special.
CNRR oferă servicii de asistență socială și consultanță juridică în cadrul departamentelor sale specializate. De-a lungul timpului a oferit programele de asistență juridică, de calificare profesională, de învățare a limbii române și de integrare, inclusiv în mediul rural.

## Activități
- Asigurarea accesului la consiliere juridică specializată pentru solicitanții de azil înregistrați și cazați în toate Centrele regionale de proceduri și cazare ale IGI-DAI, respectiv București, Giurgiu, Galați, Timișoara, Baia Mare și Rădăuți, precum și a solicitanților de azil aflați în afara centrelor de cazare, inclusiv in zonele de tranzit sau la punctele de trecere a frontierei;
- Redactarea de acte procedurale (plângeri, recursuri s.a. pentru solicitanții de azil);
- Asistență specializată pentru categoriile vulnerabile: copii separati, femei, batrani, etc;
- Asistență juridică în instanță pentru cazurile ce au un potențial ridicat de a crea precedente judiciare;
- Specializarea avocaților și a consilierilor juridici implicați în procedura de azil în scopul cresterii calității asistenței pentru solicitanții de azil;
- Specializarea interpreților în scopul îmbunătățirii asistenței lingvistice;
- Cercetarea și furnizarea de informații actualizate privind situația din țările de origine ale solicitantilor de azil (pentru judecători, avocați, consilieri juridici, autorități administrative);
- Formarea viitorilor practicieni în domeniul asistenței juridice și sociale a persoanelor de interes: voluntariat în clinica juridică si socială;
- Lobby și advocacy în scopul facilitării accesului persoanelor cu o formă de protecție la beneficii și servicii sociale, la piața forței de muncă, la obținerea cetățeniei române, la procesul de reunificare și reîntregire familială și la alte drepturi conform legii;
- Consiliere, asistență juridică și interpretare pentru migranții care fac obiectul unei decizii de returnare de pe teritoriul României;
- Consiliere si asistență specifică pentru migranții aflați în centrele de custodie publică ale I.G.I.,
- Îmbunătățirea implementării și monitorizării operațiunilor de returnare forțată;
- Organizarea de seminarii, mese rotunde, dezbateri pentru și cu actorii implicați în problematica migratiei si azilului;[2]
- Colaborare transfrontalieră – implicarea autorităților si a societății civile în gestionarea migrației și azilului prin acțiuni bi șii multilaterale realizate cu toti vecinii României.

## Afiliere în România
CNRR face parte din Coaliția pentru Drepturile Migranților și Refugiaților (CDMiR), care reunește 23 de organizații neguvernamentale din țară, cu misiunea de a promova respectarea drepturilor migranților și refugiaților din România.

## Afiliere internațională
CNRR este membru al ECRE (Consiliul European pentru Refugiați și Exilați) - din anul 2000. Între anii 2001 - 2009, CNRR a fost reprezentat în comitetul executiv al ECRE. CNRR face parte din rețeaua europeană de traineri în domeniul informației din țara de origine, fondată de ACCORD cu sprijinul UNHCR Geneva.